# Theodore Roosevelt junior

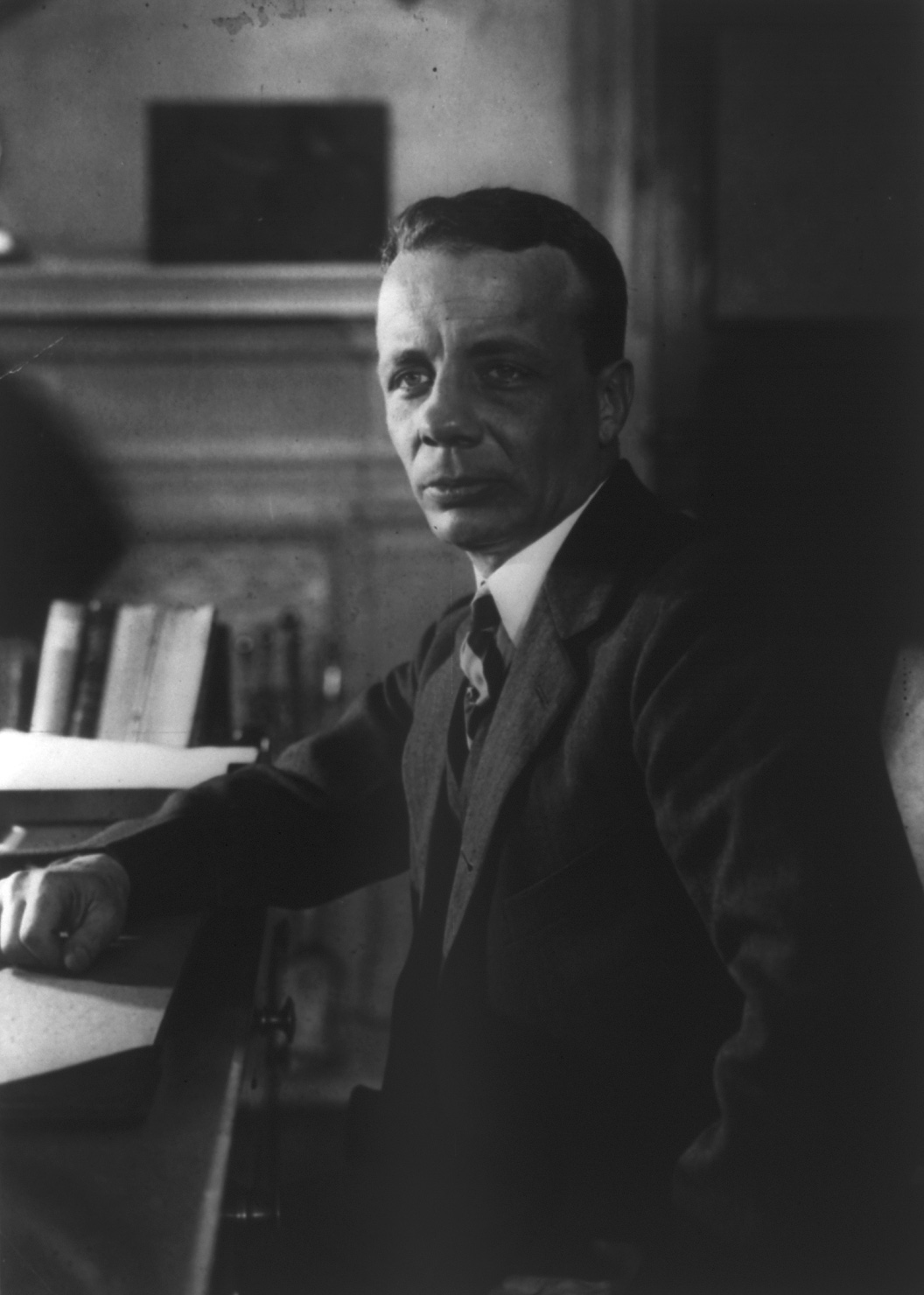
Ted Roosevelt als Staatssekretär im Marineministerium, 1921

Theodore Roosevelt, Jr. (* 13. September 1887 in Oyster Bay, New York; † 12. Juli 1944 in Méautis in der Normandie) war ein US-amerikanischer Geschäftsmann, Autor, Abenteurer, Reisender, Staatsbeamter, Politiker und Armeeoffizier.
Theodore „Ted“ Roosevelt, Jr. war der älteste Sohn von US-Präsident Theodore Roosevelt, in dessen Schatten er während der ersten Hälfte seines Lebens stand. Seine eigenen politischen Ambitionen blieben weitgehend erfolglos, anders seine militärische Karriere: Er war im Ersten Weltkrieg der jüngste Regimentskommandeur im Gefecht und am D-Day der älteste Soldat im Kampfeinsatz. Mut, Tapferkeit und hoher persönlicher Einsatz trotz fortgeschrittenen Alters und körperlicher Behinderung führten dazu, dass er gegen Ende des Zweiten Weltkrieges einer der höchstdekorierten Soldaten der US-Armee war. Er hatte sämtliche Kriegsauszeichnungen erhalten, die sein Land an Angehörige der Bodentruppen zu vergeben hatte.

## Leben
Theodore Roosevelt, jr., genannt Ted oder Teddy, wurde 1887 auf dem Familienbesitz Sagamore Hill in Oyster Bay, New York, als ältester Sohn des späteren Präsidenten Theodore Roosevelt geboren, der damals gerade am Beginn seiner politischen Karriere stand. Teds Mutter war Edith, geb. Kermit Carow, Theodore Roosevelts zweite Frau. Ted verbrachte gemeinsam mit seinen Geschwistern eine unbeschwerte Kindheit auf dem Sagamore Hill. Sein Bruder Quentin fiel im Ersten Weltkrieg.
Nach dem Besuch des Groton School-Internats in Massachusetts schrieb er sich 1905 an der Harvard University ein, an der er 1908, wegen guter Leistungen ein Jahr vorzeitig, zum Bachelor of Arts graduierte.
Im Oktober desselben Jahres lernte er auf einer Party Eleanor Butler Alexander, Tochter des bekannten Wall-Street-Mannes Henry Addison Alexander, kennen. Aus der am 20. Juni 1910 in der Fifth Avenue Presbyterian Church, New York City, geschlossenen Ehe gingen vier Kinder hervor: Grace (* 1911), Theodore (* 1914), Cornelius (* 1915) und Quentin (* 1919). Eleanor veröffentlichte 1959 ihre Erinnerungen, die eine der wichtigsten Quellen über Ted Roosevelt sind.
Um finanziell unabhängig zu sein, hatte Roosevelt nach dem Universitätsabschluss zunächst einen Job als Arbeiter in einer Teppichfabrik angenommen. Da er intelligent war und ein Gespür für die Qualität von Wolle hatte, stieg er innerhalb der Firma schnell auf. 1912 wechselte er ins Bankgewerbe und wurde später Partner einer Investmentbank in Philadelphia. Innerhalb weniger Jahre erarbeitete er sich so ein bedeutendes Kapital.
1921 bis 1924 war Roosevelt unter den Präsidenten Warren G. Harding und Calvin Coolidge Assistant Secretary of the Navy.
Vom 9. September 1929 bis Januar 1932 war Theodore Roosevelt jr. Gouverneur von Puerto Rico, dann ernannte ihn Präsident Hoover im Februar 1932 zum Gouverneur der Philippinen. Dessen Nachfolger Franklin D. Roosevelt berief ihn jedoch im Juli 1933 aus diesem Amt ab.

### Zweiter Weltkrieg

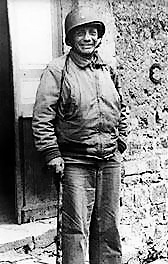
Ted Roosevelt als Brigadegeneral im Zweiten Weltkrieg; seine schwere Arthritis zwang ihn, einen Stock zu benutzen

Roosevelt war als Assistant Commanding General der 4th Infantry Division mit 56 Jahren der älteste Amerikaner und der einzige General, der bei der Landung an der Küste der Normandie (Strandabschnitt Utah) mit der ersten Welle an Land ging. Dabei war er die ganze Zeit nur mit seinem Spazierstock bewaffnet.

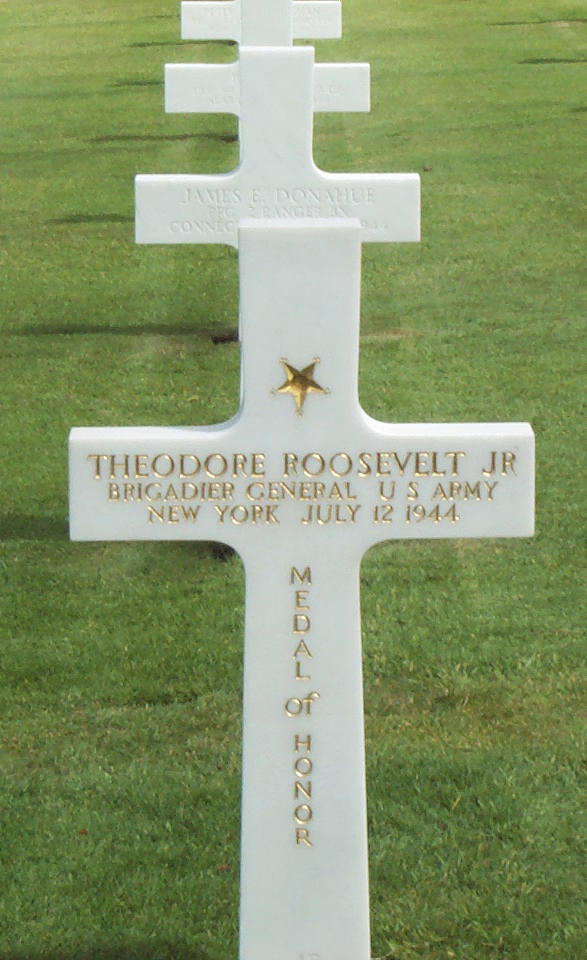
Roosevelts Grabkreuz

Wegen seines außerordentlichen persönlichen Einsatzes bei der Landung wollte General Omar N. Bradley ihn zum Generalmajor befördern und ihm das Kommando über die 90th Infantry Division übertragen. Der Befehl dazu lag auch schon zur Unterschrift auf Eisenhowers Schreibtisch, aber Roosevelt starb in der Nacht zum 12. Juli 1944 im Alter von 56 Jahren an einem Herzinfarkt. Er wurde für seine „Tapferkeit und Furchtlosigkeit unter Lebensgefahr“ postum mit der Medal of Honor ausgezeichnet (General Order #77, 28. September 1944).
Roosevelt wurde am 14. Juli, dem Bastille-Tag, auf dem provisorisch angelegten Soldatenfriedhof in Sainte-Mère-Église beigesetzt. Anwesend bei seiner Beisetzung waren die Generale Bradley, Patton, Collins, Huebner, Barton und Hodges. Später wurden seine Gebeine auf den Normandy American Cemetery and Memorial umgebettet, wohin 1955 auch die Gebeine seines 1918 gefallenen jüngeren Bruders Quentin Roosevelt umgebettet wurden.

## Rezeption
Der Journalist A. J. Liebling vom New Yorker schrieb nach Roosevelts plötzlichem Tod: „während Theodore Roosevelt [der Vater] als Soldat ein Dilettant war, aber ein erstklassiger Politiker, war sein Sohn als Politiker ein Dilettant, aber ein erstklassiger Soldat.“ Bradley, der Jahre nach dem Krieg nach dem bedeutendsten Tapferkeitsakt gefragt wurde, den er in über 40 Dienstjahren erlebt habe, antwortete knapp: „Ted Roosevelt. Utah Beach“. General George S. Patton bezeichnete Roosevelt in seinem Tagebuch als den tapfersten Soldaten, den er jemals gekannt habe.
Im Film „Der längste Tag“ von 1962 wird Ted Roosevelt von Henry Fonda dargestellt.
1994 wurde die höchste Auszeichnung für den Dienst in der Armeereserve geschaffen und nach Ted Roosevelt Brig. Gen. Theodore Roosevelt, Jr., Memorial Award genannt.
Im Januar 2001 verlieh US-Präsident Bill Clinton seinem Vater Theodore Roosevelt postum die Medal of Honor für seine Leistungen im Spanisch-Amerikanischen Krieg 1898. Er hatte dort bei San Juan Hill, Kuba, das 1. Freiwilligen-Kavallerieregiment, The Rough Riders, geführt. Die Roosevelts sind damit das zweite Vater-Sohn-Paar in der US-Geschichte, die diese Auszeichnung erhielten. Die beiden anderen sind Arthur MacArthur und sein Sohn Douglas MacArthur.

## Schriften
- Average Americans. – New York: G.P. Putnam’s Sons, 1919.
- East of the Sun and West of the Moon. – New York: C. Scribner’s Sons, 1926 (gemeinsam mit seinem Bruder Kermit Roosevelt).
- Rank and File: True Stories of the Great War. – New York: C. Scribner’s Sons, 1928.
- All In the Family. – New York: G.P. Putnam’s Sons, 1929.
- Trailing the Giant Panda. – New York: C. Scribner’s Sons, 1929 (gemeinsam mit Kermit Roosevelt).
- The Three Kingdoms of Indo-China. – New York: Thomas Y. Crowell, 1933 (gem. mit Harold J. Coolidge).
- Colonial Policies Of the United States. – Garden City, N.Y.: Doubleday, Doran, 1937.

## Belege
1. ↑  Lit.: Roosevelt, 1959
2. ↑  Lit.: Boatner, 1996; Collier, 1994

| Personendaten    | Personendaten                                                                                             |
| ---------------- | --- |
| NAME             | Roosevelt, Theodore junior                                                                                |
| ALTERNATIVNAMEN  | Roosevelt, Ted                                                                                            |
| KURZBESCHREIBUNG | US-amerikanischer Geschäftsmann, Autor, Abenteurer, Reisender, Staatsbeamter, Politiker und Armeeoffizier |
| GEBURTSDATUM     | 13. September 1887                                                                                        |
| GEBURTSORT       | Oyster Bay, New York                                                                                      |
| STERBEDATUM      | 12. Juli 1944                                                                                             |
| STERBEORT        | Méautis                                                                                                   |